# Ranularia parthi
Ranularia parthi is een slakkensoort uit de familie van de Ranellidae. De wetenschappelijke naam van de soort is voor het eerst geldig gepubliceerd in 1991 door Arthur.